# Record du monde de natation dames du 100 mètres 4 nages
Progression du record du monde de natation sportive dames pour l'épreuve du 100 mètres 4 nages (en bassin de 25 mètres uniquement).

## Bassin de 25 mètres
| Temps         | Athlète             | Naissance | Âge | Nationalité | Compétition                   | Lieu            | Date               |
| ------------- | ------------------- | --------- | --- | ----------- | ----------------------------- | --------------- | ------------------ |
| 1 min 01 s 61 | Louise Karlsson     | 1974      | 17  | Suède       |                               | Gelsenkirchen   | 8 décembre 1991    |
| 1 min 01 s 03 | Louise Karlsson     | 1974      | 18  | Suède       |                               | Espoo           | 22 novembre 1992   |
| 1 min 01 s 03 | Louise Karlsson     | 1974      | 22  | Suède       |                               | Malmö           | 26 janvier 1997    |
| 1 min 00 s 60 | Xiaowen Hu          | 1979      |     | Chine       | Coupe du monde                | Pékin           | 26 février 1998    |
| 1 min 00 s 43 | Martina Moravcová   | 1976      | 22  | Slovaquie   | Championnats d'Europe         | Sheffield       | 12 décembre 1998   |
| 1 min 00 s 41 | Jenny Thompson      | 1973      | 26  | États-Unis  | Coupe du monde                | Sydney          | 16 janvier 1999    |
| 1 min 00 s 35 | Martina Moravcová   | 1976      | 23  | Slovaquie   | Championnats du monde (s)     | Hong Kong       | 2 avril 1999       |
| 59 s 30       | Jenny Thompson      | 1973      | 26  | États-Unis  | Championnats du monde (s)     | Hong Kong       | 2 avril 1999       |
| 58 s 80       | Natalie Coughlin    | 1982      | 20  | États-Unis  | Coupe du monde                | East Meadow     | 23 novembre 2002   |
| 58 s 54       | Emily Seebohm       | 1992      | 17  | Australie   | Championnats d'Australie (f)  | Hobart          | 10 août 2009       |
| 58 s 51       | Therese Alshammar   | 1977      | 32  | Suède       | Coupe du monde (s)            | Durban          | 16 octobre 2009    |
| 58 s 40       | Zhao Jing           | 1990      | 19  | Chine       | Coupe du monde (f)            | Stockholm       | 11 novembre 2009   |
| 57 s 74       | Hinkelien Schreuder | 1984      | 25  | Allemagne   | Coupe du monde (f)            | Berlin          | 15 novembre 2009   |
| 57 s 73       | Katinka Hosszú      | 1989      | 24  | Hongrie     | Coupe du monde                | Eindhoven       | 8 août 2013        |
| 57 s 50       | Katinka Hosszú      | 1989      | 24  | Hongrie     | Coupe du monde (f)            | Eindhoven       | 8 août 2013        |
| 57 s 45       | Katinka Hosszú      | 1989      | 24  | Hongrie     | Coupe du monde                | Berlin          | 11 août 2013       |
| 57 s 25       | Katinka Hosszú      | 1989      | 25  | Hongrie     | Coupe du monde                | Doha            | 28 août 2014       |
| 56 s 86       | Katinka Hosszú      | 1989      | 25  | Hongrie     | Coupe du monde                | Dubaï           | 1er septembre 2014 |
| 56 s 70       | Katinka Hosszú      | 1989      | 25  | Hongrie     | Championnats du monde         | Doha            | 5 décembre 2014    |
| 56 s 67       | Katinka Hosszú      | 1989      | 26  | Hongrie     | Championnats d'Europe         | Netanya         | 4 décembre 2015    |
| 56 s 51       | Katinka Hosszú      | 1989      | 28  | Hongrie     | Coupe du monde                | Berlin          | 7 août 2017        |
| 55 s 98       | Gretchen Walsh      | 2003      | 21  | États-Unis  | Florida vs Virginia Dual Meet | Charlottesville | 18 octobre 2024    |